# Premis Heineken
Els Premis Heineken d'Arts i Ciències consisteixen en sis premis concedits bianualment per la Reial Acadèmia d'Arts i Ciències dels Països Baixos (Koninklijke Nederlandse Akademie van Wetenschappen, abreujadament: KNAW). Els premis són concedits en honor del Dr. Alfred H. Heineken, anterior President de la companyia Heineken N.V. i del seu pare, Dr. Henry P. Heineken (que tenia un doctorat en bioquímica). Des del 2014 el premi de Ciències cognitives porta el nom de Charlene de Carvalho-Heineken. Tretze dels guanyadors del Premi Dr H.P. Heineken de Bioquímica o del Premi Dr A.H. Heineken de Medicina han guanyat posteriorment un Premi Nobel.

## Organització
Hi ha cinc premis de ciència (dotats en 200,000$ cadascun): 
- 1. El Premi H.P. Heineken de Bioquímica i Biofísica.[1]
- 2-4. Els premis A.H. Heineken d'Història,[2] Medicina[3] i Ciències Mediambientals.[4]
- 5. El Premi C.L. de Carvalho-Heineken de Ciències Cognitives.[5]

El 1988 es va establir el Premi A.H. Heineken d'Art, per ser atorgat a un artista excepcional que treballi als Països Baixos. El premi està dotat en 100,000 €, la meitat dels quals es destinen a una publicació o exposició.
Des del 2010 s'atorguen Premis Heineken per a Científics Joves, destinats a premiar el talent jove en camps de recerca similars als premis H.P. Heineken, A.H. Heineken i C.L. de Carvalho-Heineken.

## Selecció
El sistema de selecció dels Premis Heineken és comparable al dels premis Nobel. Científics de tot el món són convidat a nominar científics del seu camp de recerca per als Premis Heineken. La Reial Acadèmia d'Arts i Ciències dels Països Baixos estableix els comitès especials encarregats de l'elecció, formats per científics eminents i presidits per un membre del consell d'una de les dues divisions de l'Acadèmia. Tant els membres com els no-membres de l'Acadèmia són elegibles per a formar part d'aquests comitès. Un jurat independent de membres de l'Acadèmia, actuant autònomament, escull els guanyadors del Premi A.H. Heineken d'Art.
El premis Heineken són atorgats en una Sessió Especial de la Reial Acadèmia d'Arts i Ciències dels Països Baixos, la qual té lloc cada any a la Borsa d'Amsterdam. Els anys 2002, 2004, 2006, 2008, 2010 i 2012 els Premis van ser presentats pel Príncep d'Orange.

## Llista de premiats

### Premi H.P. Heineken de Bioquímica i Biofísica
- 2016 Jennifer Doudna
- 2014 Christopher Dobson
- 2012 Titia de Lange
- 2010 Franz-Ulrich Hartl
- 2008 Jack W. Szostak
- 2006 Alec J. Jeffreys
- 2004 Andrew Z. Fire
- 2002 Roger Y. Tsien
- 2000 James Rothman
- 1998 Anthony J. Pawson
- 1996 Paul M. Nurse
- 1994 Michael J. Berridge
- 1992 Piet Borst
- 1990 Philip Leder
- 1988 Thomas R. Cech
- 1985 Bela Julesz (1928-2003) i Werner E. Reichardt
- 1982 Charles Weissmann
- 1979 Aaron Klug
- 1976 Laurens L.M. van Deenen
- 1973 Christian de Duve
- 1970 Britton Chance
- 1967 Jean L.A. Brachet
- 1964 Erwin Chargaff

### Premi A.H. Heineken de Medicina
- 2016 Stephen Jackson
- 2014 Kari Alitalo
- 2012 Hans Clevers
- 2010 Ralph Steinman
- 2008 Sir Richard Peto
- 2006 Mary-Claire King
- 2004 Elizabeth H. Blackburn
- 2002 Dennis Selkoe|
- 2000 Eric R. Kandel
- 1998 Barry J. Marshall
- 1996 David de Wied
- 1994 Luc Montagnier
- 1992 Salvador Moncada
- 1990 Johannes J. van Rood
- 1989 Paul C. Lauterbur

### Premi A.H. Heineken de Ciències Mediambientals
- 2016 Georgina Mace
- 2014 Jaap Sinninghe Damsté
- 2012 William Laurance
- 2010 David Tilman
- 2008 Bert Brunekreef
- 2006 Stuart L. Pimm
- 2004 Simon A. Levin
- 2002 Lonnie G. Thompson
- 2000 Poul Harremoës
- 1998 Paul R. Ehrlich
- 1996 Herman Daly
- 1994 BirdLife International (Colin J. Bibby)
- 1992 Marko Branica
- 1990 James E. Lovelock

### Premi Heineken d'Història
- 2016 Judith Herrin
- 2014 Aleida Assmann
- 2012 Noel Geoffrey Parker
- 2010 Rosamond McKitterick
- 2008 Jonathan Israel
- 2006 Joel Mokyr
- 2004 Jacques Le Goff
- 2002 Heinz Schilling
- 2000 Jan de Vries
- 1998 Mona Ozouf
- 1996 Heiko A. Oberman
- 1994 Peter R.L. Brown
- 1992 Herman van der Wee
- 1990 Peter Gay

### Premi C.L. de Carvalho-Heineken Premi de Ciències Cognitives
(abans de 2014 anomenat Premi A.H. Heineken de Ciències Cognitives)
- 2016 Elizabeth Spelke
- 2014 James McClelland
- 2012 John Duncan
- 2010 Michael Tomasello
- 2008 Stanislas Dehaene
- 2006 John R. Anderson

### Premi A.H. Heineken d'Art
- 2016 Yvonne Dröge Wendel
- 2014 Wendelien van Oldenborgh
- 2012 Peter Struycken
- 2010 Mark Manders
- 2008 Barbara Visser
- 2006 Job Koelewijn
- 2004 Daan van Golden
- 2002 Aernout Mik
- 2000 Guido Geelen
- 1998 Jan van de Pavert
- 1996 Karel Martens
- 1994 Matthijs Röling
- 1992 Carel Visser
- 1990 Marrie Bot
- 1988 Toon Verhoef

## Premis Nobel guanyadors de Premis Heineken
Els guanyadors següents de Premis Heineken de Medicina i de Bioquímica i Biofísica han guanyat posteriorment un premi Nobel:
- Christian de Duve
  - Premi Dr. H.P. Heineken de Bioquímica i Biofísica 1973
  - Premi Nobel de Fisiologia o Medicina 1974
- Aaron Klug
  - Premi Dr. H.P. Heineken de Bioquímica i Biofísica 1973
  - Premi Nobel de Química 1974
- Thomas Cech
  - Premi Dr. H.P. Heineken de Bioquímica i Biofísica 1988
  - Premi Nobel de Química 1989
- Paul C. Lauterbur
  - Premi Dr. A.H.Heineken de Medicina 1989
  - Premi Nobel de Fisiologia o Medicina 2003
- Paul Nurse
  - Premi Dr. H.P. Heineken de Bioquímica i Biofísica 1996
  - Premi Nobel de Fisiologia o Medicina 2001
- Barry J. Marshall
  - Premi Dr. A.H.Heineken de Medicina 1998
  - Premi Nobel de Fisiologia o Medicina 2005
- Eric R. Kandel
  - Premi Dr. A.H.Heineken de Medicina 2000
  - Premi Nobel de Fisiologia o Medicina 2000
- Andrew Z. Fire
  - Premi Dr. H.P. Heineken de Bioquímica i Biofísica 2004
  - Premi Nobel de Fisiologia o Medicina 2006
- Roger Y. Tsien
  - Premi Dr. H.P. Heineken de Bioquímica i Biofísica 2002
  - Premi Nobel de Química 2008
- Jack W. Szostak
  - Premi Dr. H.P. Heineken de Bioquímica i Biofísica 2008
  - Premi Nobel de Fisiologia o Medicina 2009
- Elizabeth Blackburn
  - Premi Dr. A.H.Heineken de Medicina 2004
  - Premi Nobel de Fisiologia o Medicina 2009
- Ralph M. Steinman
  - Premi Dr. A.H.Heineken de Medicina 2010
  - Premi Nobel de Fisiologia o Medicina 2011